# Brje pri Koprivi
Brje pri Koprivi este o localitate din comuna Sežana, Slovenia, cu o populație de 23 de locuitori.